# Chirone (astronomia)
Chirone (dal greco antico: Χείρων, Cheiron) è il nome attribuito nel 1861 da Hermann Goldschmidt ad un presunto satellite naturale di Saturno da lui identificato; in realtà ricerche successive portarono alla conclusione che questo corpo celeste non esiste.
Goldschmidt annunciò la scoperta del nono satellite di Saturno nell'aprile 1861; la sua orbita doveva essere compresa fra quelle di Titano ed Iperione. La scoperta non fu tuttavia mai confermata, e nessuno fu mai più in grado di osservare Chirone.
Curiosamente, nel 1905 William Henry Pickering, che nel 1898 aveva già scoperto Febe, il nono satellite ufficiale di Saturno, annunciò la scoperta di un decimo satellite, Temi, anch'esso dotato di un'orbita compresa fra quelle di Titano ed Iperione. Come Chirone, Temi non fu mai più individuato.
Il nome di Chirone è stato anche attribuito ad una cometa (inizialmente identificata come asteroide), 2060 Chirone, scoperta nel 1977.